# 阿拉尔塔里木机场
阿拉尔塔里木机场，是中华人民共和国一座民用机场，位于新疆维吾尔自治区阿拉尔市塔南镇境内，距阿拉尔市中心直线距离12公里。为国内4C级支线机场，总投资8.86亿元人民币。是继石河子花园机场、图木舒克唐王城机场之后，新疆生产建设兵团第三座民用支线机场，也是中国首座建于塔里木河流域沙漠湿陷性地质的机场。

## 歷史
2017年，阿拉尔市开始筹划建设民用机场。
2018年1月19日，阿拉尔民用机场选址确定，场址位于一师十二团。8月14日，由中国国际工程咨询有限公司组织的阿拉尔民用支线机场预可行性研究报告评估会在北京召开。12月20日，阿拉尔机场建设有限公司挂牌成立。
2020年1月19日，国务院、中央军委批复同意新建阿拉尔民用机场立项。1月27日，项目获得国家发改委预可研批复。3月18日，阿拉尔机场建设有限公司发布新建新疆阿拉尔民用机场项目环境影响评价征求公众意见。3月31日至4月1日，阿拉尔民用机场可行性研究报告评审会议召开。6月16日，阿拉尔民用机场项目可行性研究报告通过中国民用航空局审查，同意建设。9月27日，项目获得国家发改委可研批复。11月27日，阿拉尔民用机场项目总体规划评审会在阿拉尔市召开。12月22日，项目获得民航新疆管理局总体规划批复。
2021年2月7日，项目获得民航新疆管理局初步设计及概算批复。3月18日，阿拉尔民用机场正式开工建设，由铁五院、中铁二十一局、中铁十九局联合体承担该EPC项目。9月17日，阿拉尔塔里木机场跑道全线贯通。10月21日，场道工程通过竣工预验收。10月28日，机场校飞正式开始。11月30日，塔里木机场完成校飞，场道工程、灯光导航系统、通讯和监视设备及飞行程序等全部通过投产飞行校验，符合民航运行标准。
2022年1月20日，塔里木机场通过民航专业工程竣工验收。1月26日，阿拉尔塔里木机场试飞成功，由中国南方航空一架波音737-800飞机执飞。2月28日-3月3日，阿拉尔民用机场项目通过民航新疆管理局组织的行业验收。5月25日，中国民用航空局正式向塔里木机场颁发《运输机场使用许可证》。6月16日，阿拉尔塔里木机场正式开通运营，首航由中国南方航空CZ5565次航班执飞，使用波音737-800飞机从乌鲁木齐地窝堡国际机场出发抵达塔里木机场。该机场创造了国内同类型机场项目工程建设（开工到通过行业验收）速度第一、项目完成（预可研批复到首航运营）速度第二的记录。
截至2023年6月16日，阿拉尔塔里木机场通航满一周年，已有8家航空公司执行定期航班飞行，旅客吞吐量累计突破15.5万人次，货邮突破111吨，起降飞机2700余架次。

## 機場設施
机场按满足旅客年吞吐量30万人次、货邮吞吐量1100吨、飞机起降3300架次目标设计。飞行区等级指标4C。主要建设内容包括：新建1条长2800米、宽45米的跑道；设有2条垂直联络滑行道；4507平方米的航站楼、6个C类机位站坪，建设1座塔台和800平方米的航管楼，以及建设空管、供水、供电、供油、消防救援等配套设施。
整体航站樓建筑设计采用汉唐古韵风格，以“红柳红”顶色和“沙漠黄”墙体为建筑主色调。屋面采用重檐庑殿顶设计；外立面采用玻璃幕墙加铝板，体现通透、稳重的现代感；室内装修与主风格保持一致，包括航站楼内外的装修风格，大厅浮雕体现阿拉尔市的兵团文化、屯垦文化和丝路文化，承载着阿拉尔人民的飞天希望。总占地面积4507平方米，包含出发厅、候机厅、到达厅、迎客厅、贵宾厅等功能区。候机厅一共提供276个固定座位，共有两个登机口，并设有自助值机设备、自动售货机、移动充电桩、按摩椅、阿拉尔农副产品展示区等设施。

## 航點
| 航空公司     | 目的地                                                     |
| ------------ | ---------------------------------------------------------- |
| 华夏航空     | 乌鲁木齐、和田、伊宁、库尔勒、伊宁、石河子、图木舒克、庫車 |
| 成都航空     | 和田、库尔勒、石河子、吐鲁番、伊宁、成都/天府、長沙        |
| 天津航空     | 乌鲁木齐、吐鲁番、石河子、图木舒克                         |
| 新疆通用航空 | 库车、图木舒克                                             |
| 中国南方航空 | 乌鲁木齐                                                   |
| 长龙航空     | 成都/天府                                                  |

## 地面交通

### 机场快线
线路往返塔里木机场至阿拉尔市文化馆，单程19公里，共4个站点，单向运行30分钟。票价为10元/人/次。
| 塔里木机场 → 阿拉尔市文化馆 | 塔里木机场 → 阿拉尔市文化馆 | 塔里木机场 → 阿拉尔市文化馆 | 塔里木机场 → 阿拉尔市文化馆 | 塔里木机场 → 阿拉尔市文化馆 |
| 班次                        | 塔里木机场                  | 十二团                      | 市政府                      | 阿拉尔市文化馆              |
| --------------------------- | --------------------------- | --------------------------- | --------------------------- | --------------------------- |
| 一                          | 10:10                       | 10:26                       | 10:38                       | 10:40                       |
| 二                          | 11:35                       | 11:51                       | 12:03                       | 12:05                       |
| 三                          | 12:10                       | 12:26                       | 12:38                       | 12:40                       |
| 四                          | 17:55                       | 18:11                       | 18:23                       | 18:25                       |
| 阿拉尔市文化馆 → 塔里木机场 |                             |                             |                             |                             |
| 班次                        | 阿拉尔市文化馆              | 市政府                      | 十二团                      | 塔里木机场                  |
| 一                          | 8:55                        | 8:57                        | 9:09                        | 9:25                        |
| 二                          | 10:25                       | 10:27                       | 10:39                       | 10:55                       |
| 三                          | 10:55                       | 10:57                       | 11:09                       | 11:25                       |
| 四                          | 16:40                       | 16:42                       | 16:54                       | 17:10                       |

### 自驾线路
1. 阿拉尔市军垦文化公园—胜利大道—塔里木大道—阿拉尔塔里木河大桥（二桥）—G580（阿和公路）—机场大道西段—阿拉尔塔里木机场
2. 阿拉尔市军垦文化公园—塔里木大道—塔里木河特大桥（四桥）—迎宾路—过境路—G217—机场大道—阿拉尔塔里木机场[22]